# The Water Is Wide
The Water Is Wide es el primer álbum en solitario de la cantante y arpista irlandesa Órla Fallon publicado en el año 2000 en Europa y posteriormente en 2006 en Estados Unidos.
Su exitosa participación en el coro Anúna la indujo para establecerse en la música, con un sofisticado estilo logró destacarse en la escena musical con este primer y significativo álbum que la posicionó como una de las artistas femeninas más connotadas e influyentes de su generación.
Con su llegada a Celtic Woman, posteriormente en 2006, se remasterizaron todos los álbumes en solitarios de las integrantes fundadoras de la agrupación, entre ellos The Water Is Wide. En este nuevo lanzamiento, el disco llegó a nuevas regiones, como Estados Unidos en donde fue bien recibido, esto sumado al éxito de Celtic Woman, el cual hizo resaltar esta docta compilación. El álbum se destaca por ser un tributo a la música irlandesa debido a incluir sólo piezas tradicionales de Irlanda.

## Lista de canciones
| Nº  | Tema                        | Duración |
| --- | --------------------------- | -------- |
| 1.  | "She Moved Thro' The Fair"  | 3:56     |
| 2.  | "Aililiu Na Gamhna"         | 2:34     |
| 3.  | "Cad É Sin Don Te Sin"      | 3:01     |
| 4.  | "Carrickfergus"             | 4:15     |
| 5.  | "Siúil A Rún"               | 3:47     |
| 6.  | "Down By The Sally Gardens" | 3:34     |
| 7.  | "Na Buachailli Alainn"      | 1:59     |
| 8.  | "Raglan Road"               | 4:19     |
| 9.  | "Gartan Mothers Lullaby"    | 3:03     |
| 10. | "An Mhaighdean Mhara"       | 3:11     |
| 11. | "The Water Is Wide"         | 3:24     |

## The Water Is Wideen Celtic Woman
Varios de los temas expuestos en esta producción fueron nuevamente utilizados en el posterior concierto y álbum Celtic Woman como también en las siguientes producciones musicales del grupo, los temas seleccionados para su interpretación fueron:
- She Moved Thro' The Fair: Es la pista 11 en el álbum Celtic Woman, no corresponde a la versión original de Fallon, sino que es la versión de Méav Ní Mhaolchatha extraída y modificada del álbum Méav y de A Celtic Journey e interpretada por Méav.
- Carrickfergus: Es la pista 12 en el álbum A New Journey, intrumentalmente difiere de la versión de original de Fallon, pero es interpretada por Órla en el árpa. Ésta es una versión más complementada instrumentalmente.
- Siúil A Rún: Es la pista 8 en el álbum Celtic Woman, es interpretada íntegramente por Órla, pero la musicalización corresponde a la utilizada por Lisa Kelly en su álbum debut Lisa de 2003.
- The Water Is Wide: Es la pista 1 en el álbum An Irish Journey de 2011, en esta versión participan cantando Chloë Agnew, Lisa Ann Kelly, Lisa Lambe y la violinista Máiréad Nesbitt. Posterior mente se reutilizó en el álbum Believe de 2012, en donde fue interpretada por Lisa Kelly acompañada de Máiréad Nesbitt.

The Water Is Wide forma parte de los Solo Works — o trabajos en solitario— de las integrantes fundadoras de Celtic Woman.